# Xaniona sahlbergi
Xaniona sahlbergi är en insektsart som först beskrevs av Oshanin 1891.  Xaniona sahlbergi ingår i släktet Xaniona och familjen dvärgstritar. Inga underarter finns listade i Catalogue of Life.